# Johann Gottlieb Möhring
Johann Gottlieb Möhring (* 1. Dezember 1735 in Leipzig; † 17. Februar 1820 in Lübeck) war ein deutscher Offizier, Kartograph und Freimaurer.

## Leben
Möhring war Leutnant im preußischen Infanterie-Regiment Nr. 33 v. Thadden in Glatz. 1773 nahm er seinen Abschied aus preußischen Diensten und ging nach Lübeck. Am 9. Februar 1774 wurde er als Artillerie-Premierleutnant in den Dienst der Freien Reichsstadt unter Egmont von Chasôt übernommen. Am 15. August 1776 heiratete er Helena, geb. von Brömbsen aus altem Lübecker Ratsgeschlecht. Die Trauung nahm der Dompastor Johann Heinrich Carstens im Haus des Capitains und späteren Stadtkommandanten Arnold Christian Sander in der Hartengrube vor. Sander war mit Dorothea Elisabeth, geb. von Brömbsen verheiratet und wurde nun Möhrings Schwager. Möhrings wohnten in der Aegidienstraße. Er machte sich bald als geschickter Kartograph einen Namen.

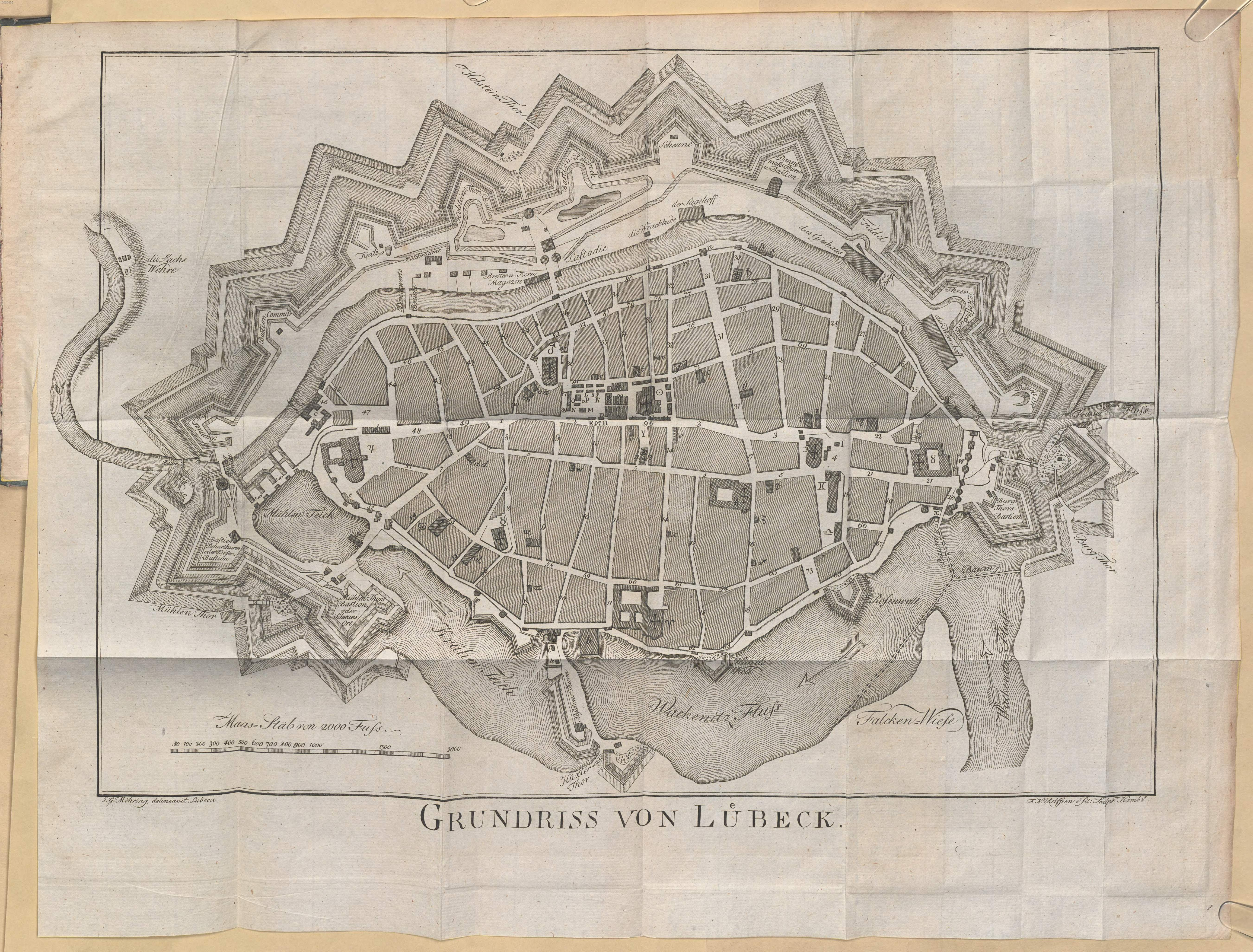
Möhrings Grundriss von Lübeck von 1787

„Möhring war ohne Zweifel der befähigtste und am meisten beschäftigte Vermessungsoffizier Lübecks am Ende des 18. Jahrhunderts, wie die verhältnismäßig große Anzahl noch erhaltener, von ihm mit einer für die damalige Zeit anerkennenswerten Sorgfalt aufgenommener und gezeichneter Vermessungskarten lübscher Dörfer und Ländereien zeigt.“ 1787 beauftragte ihn Johann Hermann Schnobel, für die von ihm herausgegebene dritte Auflage von Jacob von Melles Gründliche Nachricht von der Kayserlichen, Freyen und des H. Römis. Reichs Stadt Lübeck einen neuen Stadtplan anzufertigen. Der Stadtplan wurde vom Hamburger Kupferstecher Franz Nikolaus Rolffsen gestochen und auch separat vertrieben. Er wurde auch später noch vervielfältigt und fand weite Verbreitung. Die Originalkupferplatte des Stiches befand sich 1936 noch in der Lübecker Stadtbibliothek. Möhrings Plan wurde erst 1824 durch einen neuen Stadtplan von Heinrich Ludwig Behrens abgelöst.
1800 ernannte ihn der Senat unter Beförderung zum Capitain zum Kommandanten der Zitadelle Travemünde. Hier erlebte er, seit 1804 Major, die Schlacht von Lübeck im November 1806 und die folgende französische Besetzung. Er wurde von den französischen Besatzungstruppen entlassen und starb 1820 als Insasse des Lübecker Heiligen-Geist-Hospitals.
Seit November 1771 war Möhring Freimaurer, zunächst in der Loge Zu den drei Rosen in Hamburg. 1772 war er einer der Stifter der ersten beständigen Lübecker Loge Zum Fruchthorn, später Zum Füllhorn. Er übernahm verschiedene Ämter; 1777 war er 1. Aufseher der Loge. 1779 stiftete er mit anderen die zweite Loge in Lübeck, Zur Weltkugel, und wurde ihr erster Meister vom Stuhl. Von 1775 bis 1789 war er Ehrenmitglied der Loge Zum Goldenen Ring in Glogau.

## Werke
- Stadtgrundriss, in: Jacob von Melle: Gründliche Nachricht von der Kayserlichen, Freyen und des H. Römis. Reichs Stadt Lübeck, 3. Auflage 1787 hrsg. von Johann Hermann Schnobel

Digitalisat, Bayerische Staatsbibliothek
auch separat als:
- Grundriss von Lübeck / J.G. Möhring delineavit Lubecæ. F.N. Rolffsen et fil: Sculps: Hambg. Hamburg 1787 (Kupferstich, 32 × 48 cm)
- Situations-Charte Von der Gegend des an den Elb-Strohm befindlichen Gesthachter Schwartzen Ufers und dem daselbst geschehenen Einbruch des Elb-Strohms, samt den da herum ligenden versandeten Wiesen, Sandbergen, Weiden und dem Dorffe Besenhorst. 1789

Digitalisat, Staats- und Universitätsbibliothek Hamburg
- Umgegend von Lübeck. Mit: Ansicht des Burgthores. Berlin: Königl. Lith. Institut [um 1810] (Lithographie 47 × 42,5 cm (hoch), Blattgröße 52 × 47,5 cm)